# Barrowiella butleri
Barrowiella butleri is een insect uit de familie van de Berothidae, die tot de orde netvleugeligen (Neuroptera) behoort. 
Barrowiella butleri is voor het eerst wetenschappelijk beschreven door Smithers in 1984.